# Zimzielówka
Zimzielówka – przysiółek wsi Budzów w Polsce, w województwie małopolskim, w powiecie suskim, w gminie Budzów. 
W latach 1975–1998 miejscowość administracyjnie należała do województwa bielskiego.